# Параболични цилиндрични координатни систем
Параболични цилиндрични координатни систем је тродимензионални координатни систем. Настаје пројекцијом дводимензионалнога параболичкога координатнога система у смеру {\displaystyle z}-оси. Координатне површи су због тога конфокални параболички цилиндри.

## Дефиниција
Параболичке цилиндричне координате {\displaystyle (\sigma ,\tau ,z)} дефинишу се помоћу картезијевих координата као:
{\displaystyle x=\sigma \tau \,}
{\displaystyle y={\frac {1}{2}}\left(\tau ^{2}-\sigma ^{2}\right)}
{\displaystyle z=z\,}
Површи константнога {\displaystyle \sigma } обликују конфокалне параболичне цилиндре:
{\displaystyle 2y={\frac {x^{2}}{\sigma ^{2}}}-\sigma ^{2}}
које су отворене нагоре. С друге стране површи константнога {\displaystyle \tau } обликују конфокалне параболичне цилиндре:
{\displaystyle 2y={\frac {x^{2}}{\sigma ^{2}}}-\sigma ^{2}}
који су отворени у супротном смеру. Полумер r има једноставну формулу:
{\displaystyle r={\sqrt {x^{2}+y^{2}}}={\frac {1}{2}}\left(\sigma ^{2}+\tau ^{2}\right)}
која је корисна за решавање Хамилтон-Јакобијеве једначине у параболичким координатама.

## Ламеови кооефицијенти
Ламеови кооефицијенти за параболичке цилиндричке координате {\displaystyle \sigma } и {\displaystyle \tau } су:
{\displaystyle h_{\sigma }=h_{\tau }={\sqrt {\sigma ^{2}+\tau ^{2}}}}
{\displaystyle h_{z}=1\,}.
Инфинитезимални елемент запремине је:
{\displaystyle dV=h_{\sigma }h_{\tau }h_{z}=\left(\sigma ^{2}+\tau ^{2}\right)d\sigma d\tau dz}
а Лапласијан је дан са:
{\displaystyle \nabla ^{2}\Phi ={\frac {1}{\sigma ^{2}+\tau ^{2}}}\left({\frac {\partial ^{2}\Phi }{\partial \sigma ^{2}}}+{\frac {\partial ^{2}\Phi }{\partial \tau ^{2}}}\right)+{\frac {\partial ^{2}\Phi }{\partial z^{2}}}}

## Параболични цилиндрични хармоници
Лапласова једначина у параболичном цилиндричном систему може да се реши сепарацијом варијабли, па се решење Лапласове једначине може претпоставити као:
{\displaystyle V=S(\sigma )\,T(\tau )\,Z(z)}
а Лапласова једначина се након дељења са V пише као:
{\displaystyle {\frac {1}{\sigma ^{2}+\tau ^{2}}}\left[{\frac {\ddot {S}}{S}}+{\frac {\ddot {T}}{T}}\right]+{\frac {\ddot {Z}}{Z}}=0}
Пошто је део по Z  даде сепарирати онда можемо да пишемо:
{\displaystyle {\frac {\ddot {Z}}{Z}}=-m^{2}}
Други део може да се напише као:
{\displaystyle \left[{\frac {\ddot {S}}{S}}+{\frac {\ddot {T}}{T}}\right]=m^{2}(\sigma ^{2}+\tau ^{2})}
Тај део опет може да се сепарира на два дела односно на:
{\displaystyle {\ddot {S}}-(m^{2}\sigma ^{2}+n^{2})S=0}
{\displaystyle {\ddot {T}}-(m^{2}\tau ^{2}-n^{2})T=0}
Решења те три различите сепариране једначине је:
{\displaystyle Z_{m}(z)=A_{1}\,e^{imz}+A_{2}\,e^{-imz}\,}
{\displaystyle S_{mn}(\sigma )=A_{3}\,y_{1}(n^{2}/2m,\sigma {\sqrt {2m}})+A_{4}\,y_{2}(n^{2}/2m,\sigma {\sqrt {2m}})}
{\displaystyle T_{mn}(\tau )=A_{5}\,y_{1}(n^{2}/2m,i\tau {\sqrt {2m}})+A_{6}\,y_{2}(n^{2}/2m,i\tau {\sqrt {2m}})}
Решења друге и треће једначине представљају параболичке цилиндричне функције. Коначно решење је облика:
{\displaystyle V(\sigma ,\tau ,z)=\sum _{m,n}A_{mn}S_{mn}T_{mn}Z_{m}\,}